# Sheezus
Sheezus 는 Lily Allen의 3번째 정규앨범으로 2014년 5월 2일에 발매되었다. 이번 앨범은 2009년,  It's Not Me, It's You (2009)를 발매하고 음악적 공백이 있어온 후의 첫번째 작품이다. 2012년 6월, 릴리 알렌은 그녀가 다시 음악 작업을 할 것이라고 발표했고, 새 앨범을 녹음하고 있으며 "릴리 알렌"이라는 이름을 계속 이용할 것이라고 밝혔다.
Sheezus는 오랫동안 함께 작업해온 그렉 커스틴 외에도 Shellback, DJ Dahi 그리고 Fraser T Smith이 프로듀싱했다. 발매 후, Sheezus 평론가들로부터 일반적으로 여러 가지 평을 받았다. 이 앨범은 UK 앨범 차트에서 1위로 데뷔해 릴리 알렌의 두번째 연이은 1위 앨범이 되었다.
리드싱글 "Hard out Here" 은 2013 11월 17일 공개되어 UK 싱글차트에서 9위를 기록했다. "Air Balloon"은 앨범의 두번째 싱글로 공개되었으며 UK 싱글차트에서 7위를 기록했다.

## 배경
릴리알렌은 그녀의 두번째 앨범It's Not Me, It's You (2009)에서 Alright, Still (2006)에서 이용한 스카와 레게 분위기에서 신스팝으로 변화했었다. 앨범은 UK 앨범 차트와 호주 앨범 차트에서 1위로 데뷔했었고, 음악가적 성장과 성숙을 나타내며 평론가들로부터 좋은 평가를 받았다. 또, "The Fear" 와 "Fuck You"같이 유럽 내에서의 히트싱글을 만들어 내기도 했다. 릴리 알렌과 Amy Winehouse는 "실험주의적이고 용감한" 음악을 해 머큐리 상 후보로 올라 "올해의 여성"으로 뽑혔었다.
2009년, 릴리 알렌은 음악적 휴식기를 가질것을 발표한다. 이듬해, 그녀는 언니 Sarah와 함께 Lucy라는 패션 렌탈샵을 열고, 2011년 그녀 스스로 레코드 레이블을 설립한다.

## 싱글들
"Hard out Here"은 2013년 11월 17일 앨범의 리드싱글로 발표되었다. 발매 후, "Hard Out Here"은 곡의 페미니스트적 테마에게 찬사를 보내는 비평가들에게 긍정적 평을 받는다. 이 싱글은 첫 주에 30,213장을 팔며 UK 싱글 차트에서 9위로 데뷔한다. 이 노래의 뮤직비디오는 릴리 알렌이 대부분 흑인으로 이루어진 댄서들에게 문제가 있는 행동을 해 인종차별적 태도를 보였다는 논란에 휩싸인다. 릴리 알렌은 인종은 댄서들을 고용하는 기준이 아니였으며, 현대 팝 음악에서의 여성의 대상화에 대한 가볍게 즐길만한 풍자에 대한 비디오였다고 반응을 한다. .
"Air Balloon" 은 BBC Radio 1 2014년 1월 13일 BBC Radio 1에서 처음 발표된 후 2014년 1월 20일 앨범의 두번째 싱글로 발표된다. . 이 곡은 UK 싱글 차트에서 최고 순위 7위를 기록한다.
"Our Time" 2014년 3월 10일 앨범의 3번째 싱글로 발매되어, UK 싱글 차트에서 최고순위 43위를 기록한다. 이 싱글은 영국과 이탈리아에서 각각 3월 24일, 4월 14일 각각 라디오로 보내진다.
"URL Badman" 2014년 7월 13일 앨범의 4번째 싱글로 발매된다.
"As Long as I Got You"는 2014년 8월 24일 앨범의 5번째 싱글이자 마지막 싱글로 발매된다. 뮤직비디오는 Glastonbury Festival에서 촬영되어 7월 24일 발표되었다.

### 다른 곡
"Sheezus"는 2014년 4월 22일 프로모션 싱글로 발매되었다.

## 발매 기록
| 지역   | 날짜            | 형태                        | 에디션                      | 레이블        | 출처   |
| ------ | --------------- | --------------------------- | --------------------------- | ------------- | ------ |
| 호주   | 2014년 5월 2일  | 워너뮤직                    | [ 19 ] [ 20 ] [ 21 ] [ 22 ] |               |        |
| 호주   | 2014년 5월 2일  | 워너뮤직                    | LP                          | 스탠다드      | [ 23 ] |
| 독일   | 2014년 5월 2일  | 워너뮤직                    | [ 24 ] [ 25 ]               | 스탠다드      |        |
| 독일   | 2014년 5월 2일  | 워너뮤직                    | 디럭스                      | [ 26 ] [ 27 ] |        |
| 프랑스 | 2014년 5월 5일  | 워너뮤직                    | [ 28 ] [ 29 ] [ 30 ] [ 31 ] |               |        |
| 프랑스 | 2014년 5월 5일  | 워너뮤직                    | LP + CD                     | 스탠다드      | [ 32 ] |
| 영국   | 2014년 5월 5일  | [ 33 ] [ 34 ] [ 35 ] [ 36 ] |                             |               |        |
| 영국   | 2014년 5월 5일  | LP + CD                     | 스탠다드                    | [ 37 ] [ 38 ] |        |
| 미국   | 2014년 5월 6일  | CD                          | 디릭스                      | 워너뮤직      | [ 39 ] |
| 미국   | 2014년 5월 6일  | 디지털 다운로드             | [ 40 ] [ 41 ]               | 워너뮤직      |        |
| 일본   | 2014년 5월 7일  | CD                          | 디럭스                      | 워너뮤직      | [ 42 ] |
| 일본   | 2014년 5월 7일  | 디지털 다운로드             | [ 43 ] [ 44 ]               | 워너뮤직      |        |
| 미국   | 2014년 5월 27일 | LP                          | 스탠다드                    | 워너뮤직      | [ 45 ] |